# Автоматичний міст змінного струму
Автоматичні мости змінного струму
Працюють з первинними R-перетворювачами (терморезистори, фоторезистори, тензорезистори тощо). Зазначимо, що назва «мости змінного струму» показує, що мостова вимірювальна схема приладів живиться напругою змінного струму.
Загальний принцип роботи мостової вимірювальної схеми описаний у розділі 6. Розглянемо роботу автоматичного моста на прикладі вимірювання температури середовища за допомогою терморезистора.
На рис. 1 наведена спрощена схема контролю температури з допомогою терморезистора (Rt) і автоматичного моста змінного струму серії КСМ.
Мостова схема тут утворена резисторами: R1, R2, R3 (активні резистори плечей моста), Rt (датчик температури, терморезистор) і Rр (змінний резистор, що називається реохордом, повзунок якого переміщається двигуном РД).
Для ліквідації впливу опору проводів (Rл), що залежить від температури навколишнього середовища, підключення термодатчика здійснюється по трипровідній лінії. Тим самим Rл1 і Rл2 виявляються в протилежних плечах моста, і їх зміна не впливає на його рівновагу.
Робота приладу. При зміні контрольованої температури (варіює величина Rt) міст стає неврівноваженим, між точками «А» і «Б» виникає напруга (ΔU), яка після підсилення управляє реверсивним двигуном (РД), ротор останнього переміщує повзунок реохорда (Rр), отже, і точку «Б» до встановлення рівноваги моста (ΔU=0). Кінематично пов'язані з ротором двигуна реєструючі елементи приладу (стрілка, перо) вказують нове значення температури.
У деяких модифікаціях приладу є вбудований додатковий перетворювач (ДП), пов'язаний з ротором двигуна, який слугує для передачі інформації в систему регулювання.